# Sucupira do Riachão
Sucupira do Riachão est une municipalité brésilienne située dans l'État du Maranhão.